# Lucas de Spínola y Spínola
Lucas de Spínola y Spínola, XIV comte de Siruela (Madrid, 6 de desembre de 1679 - 10 de juliol de 1750) fou un militar espanyol, capità general dels Reials Exèrcits Espanyols i Capità general d'Aragó durant el regnat de Felip V d'Espanya.
Era el segon dels fills de Francisco de Maria Spínola y Spínola (1659-1727), III duc de Sant Pietro Galatina, príncep de Molfetta, marquès de Noha, comte de Soleto, gran d'Espanya, i de la seva primera esposa, Isabel Spínola y Colona (c. 1656-1700), filla del marquès dels Balbases. Es va criar a Madrid fins que el 1694 ingressà al Terç de Milà. El 1696 ascendí a capità i en 1698 fou destinat a Lisboa. El 1700 fou destinat als Terços de Nàpols. En 1704 participà en la presa de Susa i en les batalles de Cassano (1705), Calcinatto sul Chiese i Castiglione delle Stiviere (1706). En 1707 fou nomenat tinent general dels Reials Exèrcits i destinat a Sicília a les ordres del seu oncle, el virrei Carlos Felipe Spínola, fins que fou evacuat fins 1713. Aleshores fou destinat al Principat fins l'11 de setembre de 1714. En 1718 va salpar cap a Sardenya i després cap a Sicília, on es va enfrontar als austríacs. fins 1720. Va ingressar en l'Orde de Sant Jaume en 1722.
El mateix 1722 fou nomenat capità general d'Aragó i president de la Reial Audiència, càrrec que va ocupar fins 1732. Després va tornar a detenir el càrrec en 1733-1736 i en 1741-1746. Alhora, en 1726 fou nomenat capità general dels Reials Exèrcits. En 1729 també participà en l'expedició que asseguraria els ducats de Parma i Toscana per a l'infant Carles de Borbó (futur Carles III d'Espanya i posteriorment fou enviat extraordinari davant Lluís XV de França.
En 1749 fou nomenat president de la Junta de Generals creada per a redactar les Ordenances Militars, que serien la base de les futures Ordenances de Carles III de 1762. En 1750 també va rebre el Toisó d'Or.